# Lucey (Meurthe-et-Moselle)
Lucey ist eine französische Gemeinde mit 624 Einwohnern (Stand: 1. Januar 2022) im Département Meurthe-et-Moselle in Lothringen in der Region Grand Est. Sie gehört zum Arrondissement Toul und zum Kanton Toul. 

## Geographie
Lucey liegt etwa 30 Kilometer westnordwestlich von Nancy und etwa acht Kilometer nordnordwestlich von Toul. Nachbargemeinden von Lucey sind Lagney im Norden, Bouvron im Nordosten und Osten, Bruley im Osten und Süden, Laneuveville-derrière-Foug im Südwesten sowie Trondes im Westen.

## Bevölkerungsentwicklung
| Jahr                       | 1962 | 1968 | 1975 | 1982 | 1990 | 1999 | 2006 | 2019 |
| Einwohner                  | 560  | 538  | 501  | 507  | 558  | 579  | 572  | 630  |
| Quellen: Cassini und INSEE |      |      |      |      |      |      |      |      |

## Sehenswürdigkeiten
- Kirche Saint-Étienne aus dem 18. Jahrhundert (Ausstattungsteile als Monuments historiques geschützt)

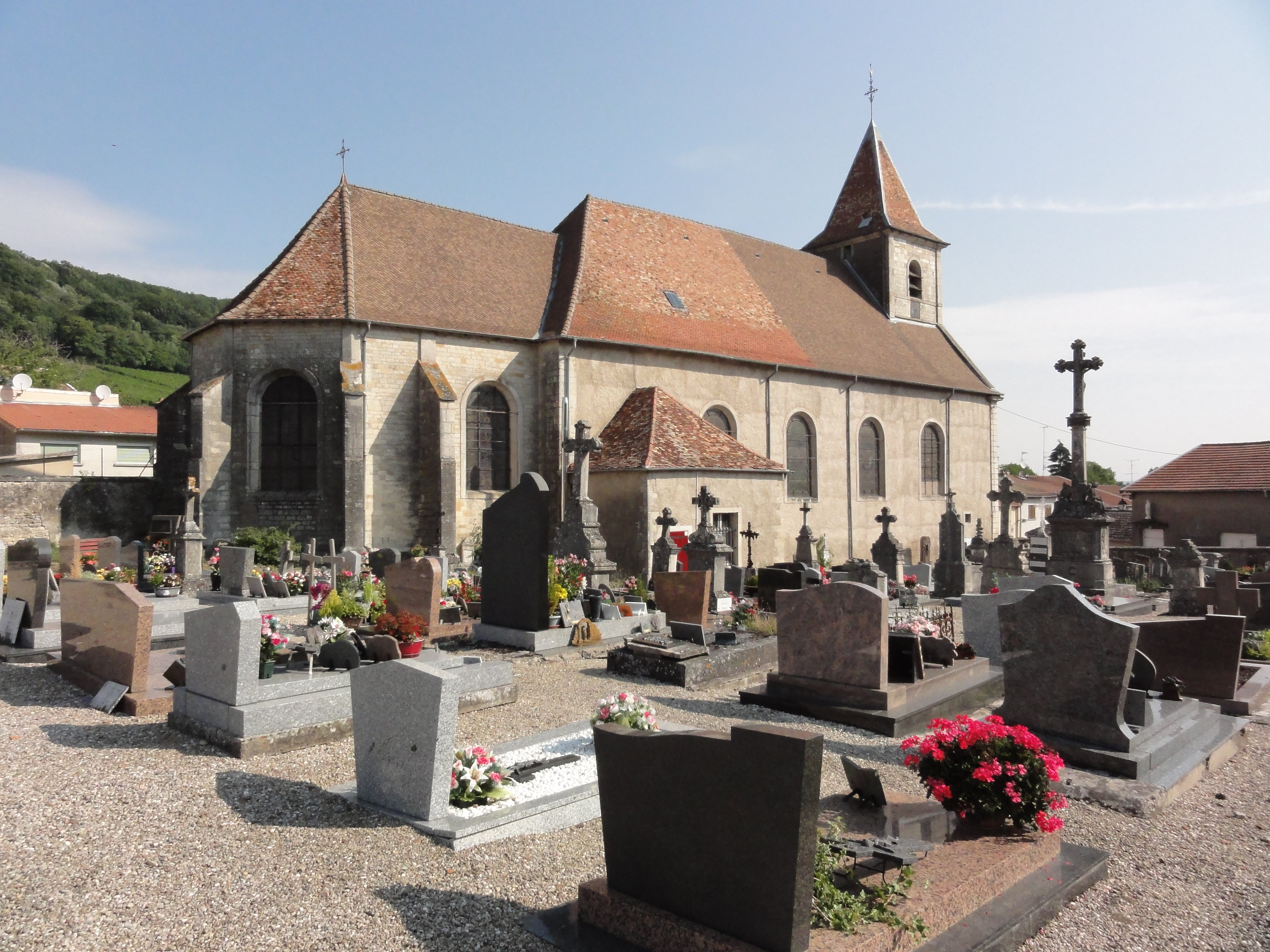
Kirche Saint-Étienne